# سبال خيطي
سبال خيطي (الاسم العلمي:Sabal filamentosa) هو نوع نباتي يتبع جنس السبال من فصيلة الفوفلية.